# Герб Нидерландов
Герб Нидерландов — Великий Герб Королевства (нидерл. Grote Rijkswapen) Нидерландов — личный герб монарха (в настоящее время короля Виллема-Александра).
Правительство Нидерландов использует меньший вариант, без мантии (плаща) или палатки, или 
даже только щит и корону. Компоненты гербов были определены королевой Вильгеминой в декрете от 10 июля 1907 года, и впоследствии они были подтверждены королевой Юлианой в декрете от 23 апреля 1980 года.

## Описание герба
Блазон заключается в следующем:
На лазурном поле золотые билеты и лев в золотой короне c червлёными когтями и языком, держащий в своей правой лапе серебряный меч с золотой рукоятью, а в левой — семь серебряных стрел, символизирующих семь провинций Утрехтской унии. Щит увенчан Нидерландской королевской короной и поддерживается двумя золотыми львами с червлёными когтями и языками. Они стоят на лазурной девизной ленте с текстом золотыми буквами Je Maintiendrai (средневековый французский язык, буквально «я выстою», «я сберегу»).
В Королевском декрете заявлено, что преемники мужского пола могут заменить королевскую корону на щите шлемом с нашлемником Нассауского дома.

## История герба
Нынешняя версия герба используется начиная с 1907 года, но лишь незначительно отличается от версии, которая была принята в 1815 году. Она отличалась от нынешней только тем, что все львы, включая и львов-щитодержателей носили королевскую корону. Королевский герб был принят первым королём Нидерландов, Виллемом I, когда он стал королём по решению Венского конгресса в 1815 году. Как король, он принял герб, который сочетал в себе элементы его семейного герба (Оранская династия) и бывшей Республики Соединённых провинций, существовавшей с 1581 по 1795 год.
От своего семейного герба он взял лазурный цвет, золотые гонты (прямоугольники) и золотого льва Нассауского дома. Девиз Je Maintiendrai представляет Оранскую династию, поскольку он принадлежал принцам Оранским как Je Maintiendrai Châlons. Эти элементы также изображены на гербе короля Вильгельма III, который был также королём Англии (1689—1702). От герба упразднённых Генеральных штатов Республики Соединённых провинций Виллем I взял льва с короной, меч и стрелы. Стрелы символизировали семь провинций, которые вместе составляли Республику, меч — решимость защищать их свободу, а графская корона — их суверенитет. Виллем I заменил графскую корону королевской короной. В 1907 году королева Вильгельмина вернулась к графской короне.

Герб Нассауского дома
Герб Республики Соединённых провинций
Герб Батавской республики
Герб Королевства Голландия

## Графы Нассауские
Герб Нассауского дома существует примерно с 1250 года. Существуют две версии этого герба, представляющего собой две основные ветви рода. Это результат того, что два брата, граф Вальрам II (1220—1276) и граф Оттон I (1247—1290) согласились разделить земли Генриха II (1190—1251), своего отца, между собой в 1255 году. Линия Вальрама добавила корону льву на гербе Нассауского дома, чтобы он отличался от льва, используемого линией Оттона. Короли и королевы Нидерландов являются потомками графа Оттона. Великие герцоги Люксембурга являются потомками графа Вальрама. Они также по-прежнему используют герб Нассауского дома. Обе линии уже угасли по мужской линии.
Шлем и нашлемник, которые могут быть использованы на королевском гербе мужскими преемникам престола (а на самом деле для некоторых мужчин-членов королевской семьи): «На церемониальный шлем с полосами и золотыми украшениями и лазурным и золотым намётом, который спускается из золотой короны, прикреплены соединенная пара чёрных крыльев, каждое с дугообразной серебряной перевязью, на которой помещены три зелёных листа липы стеблями вверх.»
Этот нашлемник используют потомки Оттона, и он отличается от нашлемника, используемого потомками Вальрама. Но в Королевском указе от 1815 года помещается на короне на гербах Нидерландских королей нашлемник вальрамской линии. Почему это было сделано, не известно. Возможно из-за «ошибки» этот нашлемник почти не использовался.
Нашлемник вальрамской линии: «Между двух лазурных рогов с золотыми билетами сидит золотой лев». На полном гербе Великого герцога Люксембурга этот лев с червлёными короной, когтями и языком.

Шлем с нашлемником оттоновской линии графов Нассауских
Шлем с нашлемником вальрамской линии графов Нассауских

## Гербы провинций Нидерландов

Герб провинции Гелдерланд
Герб провинции Гронинген
Герб провинции Дренте
Герб провинции Зеландия
Герб провинции Лимбург
Герб провинции Оверэйссел
Герб провинции Северная Голландия
Герб провинции Северный Брабант
Герб провинции Утрехт
Герб провинции Флеволанд
Герб провинции Фрисландия
Герб провинции Южная Голландия